# 1re armée (Australie)
Pour les articles homonymes, voir 1re armée.
La 1re armée australienne est une armée de campagne de l'armée australienne active pendant la Seconde Guerre mondiale. Le quartier général de l'unité est créé en avril 1942 à partir du quartier général existant du 1er corps australien, assumant le commandement de toutes les troupes alliées dans le Queensland. Initialement, l'unité se voit attribuer un rôle défensif en prévision d'une éventuelle invasion japonaise ; cependant, cette menace s'éloigne et l'armée est finalement déployée à Lae, en Nouvelle-Guinée, à la fin de 1944, où elle coordonne les offensives australiennes autour d'Aitape, en Nouvelle-Guinée, en Nouvelle-Bretagne et Bougainville, et autour de Madang. La formation est dissoute en février 1946, au cours duquel elle fut renommée « 8e district militaire ».

## Histoire
Le quartier général de la première armée australienne est formé à Toowoomba, dans le Queensland, le 15 avril 1942, lorsque son quartier général est transféré à partir de l'ancien quartier général (QG) du 1er corps australien, qui avait été formé en janvier 1940 à Melbourne, avant de se déployer au Moyen-Orient avec la Seconde force impériale australienne. Sous le commandement du lieutenant-général John Lavarack, la formation subsume les précédents commandements du Nord et de l'Est et est basée dans le Queensland et en Nouvelle-Galles du Sud. Divisé en deux corps — 1er et 2e — la 1re armée compte initialement sept divisions australiennes : 1re division, 2e division, 3e division, 5e division, 7e division, 10e division et 1re division motorisée.
Le QG de la 1re armée contrôle la 5e division à Townsville, dans le Queensland, le nouveau 1er corps australien (ex QG du Southern Command) défendant le sud du Queensland, et le 2e corps australien (ex QD du Eastern Command) défendant la Nouvelle-Galles du Sud. Lorsque le 1er corps australien est déployé en Nouvelle-Guinée en août 1942 (l'unité deviendra connue sous le nom de New Guinea Force), le 2e corps australien déménage à Esk, dans le Queensland, et la Nouvelle-Galles du Sud passe sous la 2e armée australienne. Deux divisions d'infanterie américaines — les 32e et 41e — sont également affectées à la 1re armée australienne pendant cette période, après avoir été déplacées vers le nord et transférées de la 2e armée australienne plus tôt dans l'année ; néanmoins, ces divisions sont transférées au 1er corps américain à partir de septembre 1942. Elles seront de plus en plus séparées du contrôle de la 1re armée australienne, cette séparation étant officialisée en février 1943 lorsque le quartier général de la 6e armée américaine sera établi à Brisbane.

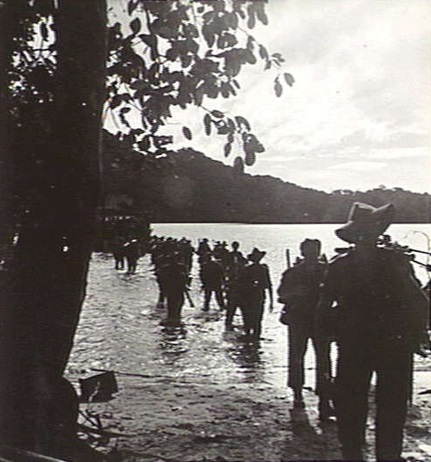
Les troupes australiennes débarquent à dans la baie d'Open, en Nouvelle-Bretagne, mai 1945.

En 1942 et 1943, les unités sous le commandement de la formation varie et, en août 1943, elles contrôlent la 11e brigade de la Merauke Force (Nouvelle-Guinée néerlandaise), la Torres Strait Force (en) de l'île Thursday, la 4e division d'infanterie à Townsville, la 3e division blindée à Murgon, et le 2e corps australien sur les plateaux d'Atherton, autour de Barrine, dans le Queensland. À la fin de 1943, la 1re armée australienne se compose de 90 784 soldats, avec 41 871 autres personnes affectées à la ligne de communication du Queensland dans les limites assignées à l'armée. Ces troupes relèvent de la 1re armée à des fins opérationnelles, mais sont administrées séparément par le quartier général terrestre.
Lors de sa formation, le rôle de la première armée australienne se concentre sur la défense contre une éventuelle invasion japonaise et en assume la principale responsabilité opérationnelle sur la deuxième armée, qui au fil du temps se concentre principalement sur la formation et des rôles de commandement moindres. Cette menace s'éloignant, un rôle plus offensif lui est attribué. En mai 1944, le QG de la 1re armée australienne s'installe à Mareeba, dans le Queensland, pour se préparer à un rôle plus actif alors que les troupes australiennes commencent à relever les troupes américaines en Nouvelle-Guinée afin de les libérer pour un redéploiement aux Philippines. Alors que les principaux éléments de la 1re armée australienne sont déployés vers Mareeba, la formation maintient un quartier général arrière à Chermside, dans le Queensland. Ce quartier général administre plusieurs unités mineures à Brisbane jusqu'en septembre 1944, date à laquelle elles passent sous le contrôle de la 2e armée australienne. À cette époque, le quartier général arrière de l'armée rejoint le quartier général principal à Mareeba.
En octobre 1944, l'élément principal du quartier général de l'armée se déplace sous le lieutenant-général Vernon Sturdee, à Lae, dans le territoire australien de la Nouvelle-Guinée, où il est chargé d'entreprendre des opérations dans une vaste zone comprenant Bougainville, la Nouvelle-Bretagne et Aitape. Ici, ils contrôlent le 2e corps australien à Bougainville, la 5e division d'infanterie en Nouvelle-Bretagne, la 6e division d'infanterie à Aitape et la 8e brigade d'infanterie à Madang. Sur Bougainville, la Nouvelle-Bretagne et autour d'Aitape, les Australiens entreprennent des opérations offensives limitées. Ils sécurisent la partie nord de l'île jusqu'à la péninsule de Bonis et avancent vers le sud sur Bougainville vers la principale forteresse japonaise autour de Buin, tandis qu'en Nouvelle-Bretagne, ils parviennent à établir une ligne à travers la base de la péninsule de Gazelle, isolant Rabaul. Dans le nord de la Nouvelle-Guinée, ils avancent vers Aitape et sécurisé Wewak à la fin de la guerre.
Pendant ce temps, un quartier général arrière est établi à Mareeba, prenant le contrôle de toutes les forces non affectées aux opérations de la prochaine campagne de Bornéo, tandis que le 1er corps australien est placé sous le commandement direct du quartier général terrestre pour l'opération. Le quartier général arrière reste en place jusqu'en janvier 1945, lorsque le quartier général de la 11e division prend ses fonctions. La première armée australienne est dissoute en février 1946, puis renommée 8e district militaire.

## Ordre de bataille
Lors de sa formation en avril 1942, la 1re armée australienne se compose des formations suivantes:
- Quartier général (Toowoomba)
  -  5e division d'infanterie (Townsville)
  -  1er corps australien (Brisbane)
    -  3e division d'infanterie
    -  7e division d'infanterie

  -  2e corps australien (Nouvelle-Galles du Sud)
    -  1re division d'infanterie
    -  2e division d'infanterie
    -  10e division d'infanterie
    -  1re division motorisée (logo d'origine : )

En octobre 1944, les unités déployées de la 1re armée australienne se composent des formations suivantes:
- Siège social (Lae)
  - 2e corps australien (Bougainville)
    - 3e division d'infanterie
    - 11e brigade d'infanterie
    - 23e brigade d'infanterie

  - 5e division d'infanterie (Nouvelle-Bretagne)
  - 6e division d'infanterie (Aitape)
  - 8e brigade d'infanterie (Madang)

## Commandants
La première armée australienne est commandée par les officiers suivants pendant la guerre:
- Lieutenant-général John Lavarack (1942-1944)
- Lieutenant-général Vernon Sturdee (1944-1945)
- Lieutenant-général Horace Robertson (1945-1946)[15],[16]